# Гришин, Анатолий Михайлович
Гришин Анатолий Михайлович (20 февраля 1939, Саратов — 7 июля 2018, Томск) — советский и российский учёный в области механики.

## Биография
Родился в семье студентов Саратовского автодорожного института. Великую Отечественную войну семья Гришиных встретила в Западной Белоруссии, где родители работали на строительстве военных аэродромов. Оба они были призваны в армию. Отец прошёл всю войну в составе военно-строительных частей, возводил мосты и прокладывал дороги. Мать была демобилизована из армии из-за болезней сына. После окончания войны отец остался служить в армии и по работе вместе с семьёй часто переезжал в разные города страны.
Среднюю школу окончил в Ростове-на-Дону. В 1956—1961 года учился в Саратовском государственном университете, окончил Университет по специальности «Механика», дипломную работу выполнил под руководством С. В. Фальковича.
В 1961—1963 годах работал в Саратовском политехническом институте, ассистент кафедры теоретической механики. В 1963—1966 годах учился в аспирантуре на кафедре физики Саратовского государственного педагогического института по специальности «Газовая динамика».
C 1966 года работал в Томском государственном университете (ТГУ), старший преподаватель кафедры теоретической механики, в 1967 году защитил диссертацию на тему «Решение некоторых задач теории горения» на соискание учёной степени кандидата физико-математических наук. В 1969 году утверждён в учёном звании доцента по кафедре «теоретическая механика».
В 1973—1980 годах работал в Научно-исследовательском институте прикладной математики и механики (НИИ ПММ) при ТГУ, заведующий сектором, с 1975 года — заведующий лабораторией аэротермохимии.
В 1974 году защитил докторскую диссертацию на тему «Математического моделирование некоторых нестационарных аэротермохимических явлений», вызвавшую дискуссии, учёная степень доктора физико-математических наук была присвоена только в 1976 году по специальности «механика жидкости, газа и плазмы». В 1977 году присвоено учёное звание профессора.
В 1977—1981 годах — декан механико-математического факультета (ММФ) ТГУ.
В 1977 году при поддержке академика Н. Н. Яненко на ММФ ТГУ основал кафедру физической механики (ныне Кафедра физической и вычислительной механики), которую возглавлял до 2013 года.

## Научные интересы
- исследования сложных аэротермохимических явлений и процессов переноса в некоторых многофазных реагирующих средах
- задачи механики реагирующих сред, обратных задачам аэротермохимии
- задачи термохимического разрушения тел при их входе в плотные слои атмосферы
- тепловая защита гиперзвуковых аппаратов

Специалист по математическому моделированию лесных пожаров и способов борьбы с ними.
Разработаны детерминированно-вероятностные модели некоторых природных и техногенных катастроф, в рамках которых удаётся определить вероятность их возникновения и экологические последствия.
Звание «Заслуженный деятель науки Российской Федерации» присвоено в 1999 году

### Научное руководство
- 1979 год под руководством Анатолия Гришина Абалтусов Виктор Евгеньевич защитил кандидатскую диссертацию по специальности «механика жидкости и газа» (спецтема)

### Мемуары
- Академик Николай Николаевич Яненко — учёный, педагог, человек. — Томск: Изд-во ТГУ, 1997. — 61 с.
- Наша кафедра (посвящена 25-ю кафедры физической и вычислительной механики). — Кемерово: типография ИНТ. 2002. 135 с.